# National Endowment for Democracy
Das National Endowment for Democracy (NED) ist ein US-amerikanisches Endowment (US-Variante der Stiftung) und eine Denkfabrik mit dem erklärten Ziel der weltweiten Förderung der liberalen Demokratie. Sie wurde 1983 vom US-Kongress in Washington, D.C. gegründet und erhält von diesem für ihre Arbeit eine jährliche Finanzierung aus dem US-Bundeshaushalt.
Der Kongress schuf das NED als halbstaatlichen Arm der Außenpolitik. Trotz der staatlichen Finanzierung handelt es sich rechtlich um eine private, gemeinnützige Organisation. Das ermöglicht dem Staat die Weitergabe von Haushaltsmitteln an ausländische Organisationen über einen Dritten.

## Finanzierung
Die jährlichen Zuwendungen aus dem US-Haushaltsbudget sind Bestandteil des Budgets des Außenministeriums. Im Finanzjahr 2010 waren es 118 Millionen US-Dollar.
Im Haushaltsjahr 2024 stammten 99,3 % der Einnahmen des NED in Höhe von 356,5 Millionen US-Dollar von der US-Regierung.
Hauptempfänger von Projektmitteln des NED sind vier fest mit der Organisation assoziierte Stiftungen, die bereits an ihrer Gründung beteiligt waren:
- das der US-Handelskammer nahestehende Center for International Private Enterprise (CIPE)
- das dem Gewerkschaftsbund AFL-CIO nahestehende American Center for International Labor Solidarity (ACILS)
- das der Demokratischen Partei nahestehende National Democratic Institute for International Affairs (NDI)
- das der Republikanischen Partei nahestehende International Republican Institute (IRI)[3]

## Aktivitäten der Stiftung
Das NED fördert über 1.000 von Nichtregierungsorganisationen durchgeführte Projekte mit demokratischen Zielen in über 90 Ländern. Dazu gehört die Unterstützung politischer Parteien und Gruppierungen und deren internationale Vernetzung, Hilfe beim Aufbau demokratischer Strukturen z. B. durch Beratung zur Organisation von Wahlen, die Förderung von Vereinen und Verbänden der Zivilgesellschaft, Schulungen für Unternehmer und Gewerkschafter, Unterstützung unabhängiger Medien und anderes mehr.

## Personal der Stiftung
Gründungspräsident des NED war von 1984 bis 2021 der Außenpolitikberater in der Reagan-Regierung Carl Gershman. Vorsitzender des von der Regierung unabhängigen Beirates war der ehemalige Abgeordnete der Demokratischen Partei im US-Repräsentantenhaus, Martin Frost. Das NED beschäftigt 145 Vollzeit- und sieben Teilzeitmitarbeiter.

## Ähnliche Organisationen in anderen Ländern
Vorbild für das NED bei der Konzeption regierungsunabhängiger außenpolitischer Aktivitäten zur Förderung demokratischer Strukturen waren die politischen Stiftungen der Bundesrepublik Deutschland.
1992 gründete die britische Regierung die Westminster Foundation for Democracy, die dem NED in zentralen Punkten ähnelt.
Auf Vorschlag der polnischen Ratspräsidentschaft gründete die Europäische Union 2012 den am US-Vorbild des NED orientierten Europäischen Demokratiefonds (EED).

## Kritik und Meinungen
Konservative Kritiker wie Pat Buchanan nennen die NED-Aktivitäten eine „weltweite Agitation für demokratische Revolutionen und Einmischung in innere Angelegenheiten anderer Länder, besonders in Diktaturen und undemokratische Regime“. Der NED wurde als Instrument der US-Außenpolitik und der US-Geheimdienste kritisiert, mit dem vormalige Geheimdienstoperationen werden würden. Der Mitbegründer Allen Weinstein bemerkte 1991: „Vieles von dem, was wir heute tun, wurde vor 25 Jahren von der CIA im Geheimen getan“.
Linke Kritiker behaupten, das NED fördere nur politische Kandidaten mit engen Verbindungen zum Militär und mit dem Willen zur Unterstützung von Investitionen US-amerikanischer Konzerne in ihren Ländern, hingegen keine, die diese Investitionen regulieren oder verhindern wollen. So sagt Bill Berkowitz von der Initiative Working for Change: „NED funktioniert wie ein infrastruktureller Komplettservice. Es liefert Geld, technische Unterstützung, Medien-Know-How, zeitgemäße Ausstattung und assistiert bei Öffentlichkeitsarbeit für ausgewählte politische Gruppen, zivile Organisationen, Gewerkschaften, Dissidenten-Bewegungen, Studentengruppen, Verlage, Zeitungen und andere Medien. Sein Ziel ist es, progressive Bewegungen zu destabilisieren, besonders solche mit sozialistischen oder demokratisch-sozialistischen Neigungen“.
Im Oktober 2003 kommentierte das Mitglied der Republikanischen Partei Ron Paul die Aktivitäten des NED wie folgt: „Was die NED in fremden Staaten unternimmt, wäre in den USA illegal. (...) Es ist orwellianisch zu behaupten, US-Manipulationen von Wahlen in fremden Staaten würde die Demokratie befördern. Wie würden die Amerikaner reagieren, wenn die Chinesen mit Millionen von Dollar bestimmte pro-chinesische Politiker unterstützen würden? Wäre das eine 'demokratische Entwicklung'?“
Unterstützer meinen, NED fördere weltweit eine Vielzahl von sozialdemokratischen und liberalen Gruppen, darunter auch anti-amerikanische, sofern diese sich an Normen und Prinzipien der Demokratie halten, wie beispielsweise in Indonesien und der Ukraine. NED fokussiere seine Finanzierungen eher auf demokratisch denkende Organisationen als auf Oppositionsgruppen, die Fundamentalismus oder jede Art von Diktatur offen vertreten. Michael McFaul, US-amerikanischer Diplomat und von Januar 2012 bis Februar 2014 US-Botschafter in Russland, argumentierte im Dezember 2004 in der Washington Post unter der Überschrift  'Meddling' In Ukraine: Democracy is not an American plot., dass die Stiftung NED schwerlich ein Instrument der US-Außenpolitik sei, finanziere es doch selbst pro-demokratische Organisationen gegen den Widerstand der US-Regierung wie auch nicht-demokratische Regierungen im Ausland.
Im Juli 2015 erklärte die russische Regierung NED zu einer „unerwünschten“ NGO. Damit war NED die erste Organisation, die nach dem zwei Monate zuvor von Russlands Präsident Wladimir Putin unterzeichneten russischen Gesetz über unerwünschte Organisationen verboten wurde.

## Einzelbeispiele

### Mittelamerika
1984 finanzierte NED den panamaischen Präsidentschaftskandidaten, hinter dem der faktische Machthaber Manuel Noriega und der US-amerikanische Auslandsgeheimdienst CIA standen. Der Kongress verabschiedete danach ein Gesetz, das den Einsatz von NED-Mitteln für „die Finanzierung von Kampagnen für Kandidaten öffentlicher Ämter“ verbot.
Der Politaktivist John Stauber und Sheldon Rampton (PRWatch) schrieben, dass vor den 1990er Wahlen in Nicaragua „Präsident George Bush 9 Mio. $ für NED bereitstellte, davon 4 Mio. $ für die Kampagne der oppositionellen Präsidentschaftskandidatin Violeta Chamorro“. Chamorros Partei gewann die Wahl mit 55 Prozent der Wählerstimmen.
Bei den Wahlen in Haiti 1990 unterstützte NED Marc Bazin mit einem großen Anteil an seinem 36-Mio.-$-Wahlbudget. Trotz Finanzierung erhielt er nur 12 % der Stimmen. Bazin war zuvor Weltbank-Mitarbeiter.
Zwischen 1990 und 1992 spendete NED der in Opposition zum Regime des damaligen kubanischen Diktators Fidel Castro stehenden politischen Organisation Cuban-American National Foundation 250.000 $.

### Venezuela
2004 veröffentlichte Venezuelas Präsident Hugo Chávez Dokumente, die zeigten, dass das NED zivile Vereinigungen des Landes wie Súmate (Vereinigung zur Förderung von Verfassung und Demokratie) finanzierte sowie die Verdreifachung dieser Zuwendungen von 250.000 $ auf 0,9 Mio. $ 2000/2001. María Corina Machado, Alejandro Plaz, und andere Mitglieder von Súmate wurden wegen der Annahme dieser Gelder zur Wählerbeeinflussung für das Wiederwahlreferendum 2004 von der Regierung Chavez des Landesverrats und der Konspiration angeklagt.

### Westeuropa
NED finanzierte in den 1980er Jahren politische Gruppierungen in Westeuropa. Die französische Libération publizierte einen Bericht, der später vom Cato Institute aufgegriffen wurde, wonach die USA die rechte Studentengruppe Union Nationale Inter-universitaire (UNI) finanzierte. Die US-Regierung distanzierte sich von dieser Aktion. 1983/84 unterstützte NED eine „gewerkschaftsähnliche Organisation von Professoren und Studenten“, die sich gegen „linke Organisationen von Professoren“ wandten. Es wurden Seminarreihen sowie Bücher und Traktate mit Titeln wie „Subversion und die Theologie der Revolution“ und „Neutralismus oder Freiheit“ finanziert. Ähnliches fand neben Frankreich, Portugal und Spanien in weiteren Ländern statt.

### Osteuropa
Um die politische Transformation in Osteuropa nach 1990 voranzutreiben, soll NED Millionen Dollar investiert haben. Der US-Autor William Blum beschrieb die Kampagnen der US-Regierung anhand der Beispiele Bulgarien und Albanien.
2021 konnten zwei russische Prankster führende Köpfe der NED in einer Videokonferenz dazu bringen, Aussagen zu einer „bescheidenen aber signifikanten“ Unterstützung für Proteste in Russland und Belarus zu machen. Es ging speziell um die Organisationen von Alexei Nawalny und Swjatlana Zichanouskaja.

### Großraum Mittlerer Osten
Am 6. November 2003 legte George W. Bush mit seiner Vorwärtsstrategie der Freiheit in einer Ansprache vor der NED den Grundstein für das offiziell die Durchsetzung der Demokratie im gesamten Großraum Mittlerer Osten anstrebende Greater-Middle-East-Programm der US-Regierung. Die Rede vor dem NED hatte das Vorhaben zum Kerninhalt, durch eine von außen kommende Initiative die Einführung der Demokratie in den „islamischen“ Ländern durchzusetzen. Trotz des offiziell gesteckten Zieles der Demokratisierung lobte Bush in seiner Rede gleichzeitig eine Reihe autokratisch regierter Länder wie etwa mehrere Monarchien am Persischen Golf, darunter Saudi-Arabien, sowie das marokkanische Königreich für angebliche Fortschritte in der Demokratisierung.

### China
Wegen unzulässiger Einmischung in seine inneren Angelegenheiten hat China Ende November 2020 die Einreise des Asien-Direktors John Knaus dauerhaft verboten.